# Joy (composición)
«Joy» es una canción instrumental de la banda británica Apollo 100. Fue publicada el 21 de enero de 1972 por Young Blood Records como el sencillo principal del álbum debut de la banda del mismo nombre.
Es una interpretación contemporánea de una composición de 1723 de Johann Sebastian Bach titulada «Jesu, Joy of Man's Desiring», abreviada simplemente como «Joy».

## Rendimiento comercial
En los Estados Unidos, «Joy» debutó en el número 100 en la lista de los Hot 100 durante la semana del 1 de enero de 1972. En la semana del 26 de febrero de 1972, la canción subió al puesto #6.

## Posicionamiento

### Gráfica semanal
| Gráfica (1971–72)                             | Pico de posición |
| --------------------------------------------- | ---------------- |
| Australia (Kent Music Report)                 | 3                |
| Canadá (RPM Top Singles)                      | 24               |
| Estados Unidos (Billboard Adult Contemporary) | 2                |
| Estados Unidos (Billboard Hot 100)            | 6                |
| Estados Unidos (Cashbox Top 100)              | 6                |
| Nueva Zelanda (Listener)                      | 20               |
| Países Bajos (Nederlandse Top 40)             | 21               |
| Países Bajos (Single Top 100)                 | 18               |
| Sudáfrica (Springbok Radio)                   | 18               |

### Gráfica de fin de año
| Gráfica (1972)                     | Pico de posición |
| ---------------------------------- | ---------------- |
| Australia (Kent Music Report)      | 38               |
| Estados Unidos (Billboard Hot 100) | 71               |